# Berkheim (Geislingen)
Berkheim ist eine Wüstung auf der Gemarkung von Geislingen im Zollernalbkreis in Baden-Württemberg.

## Geographie
Der abgegangene Teilort lag in der Nähe von Hofstetten.

## Geschichte
Berkheim ist um 1340 als Berkha erwähnt worden. Aber man vermutet, dass der Ort da schon nicht mehr vorhanden war. Berkheim ist als Flurname seit 1513 belegt.